# Silja Lehtinen
Silja Lehtinen (Helsinque, 5 de novembro de 1985) é uma velejadora finlandesa. 

## Carreira
Silja Lehtinen é medalhista olímpica nos jogos de Londres 2012, com a medalha de bronze na classe Elliott 6m.